# Canalohypopterygium commutatum
Canalohypopterygium commutatum là một loài Rêu trong họ Hypopterygiaceae. Loài này được (Müll. Hal.) W. Frey & Schaepe mô tả khoa học đầu tiên năm 1989.